# Батут, Артур
Артур Батут (фр. Arthur Batut; 9 февраля 1846, Кастр — 19 января 1918, Лабрюгьер, Франция) — французский фотограф и пионер аэрофотографии.

## Биография

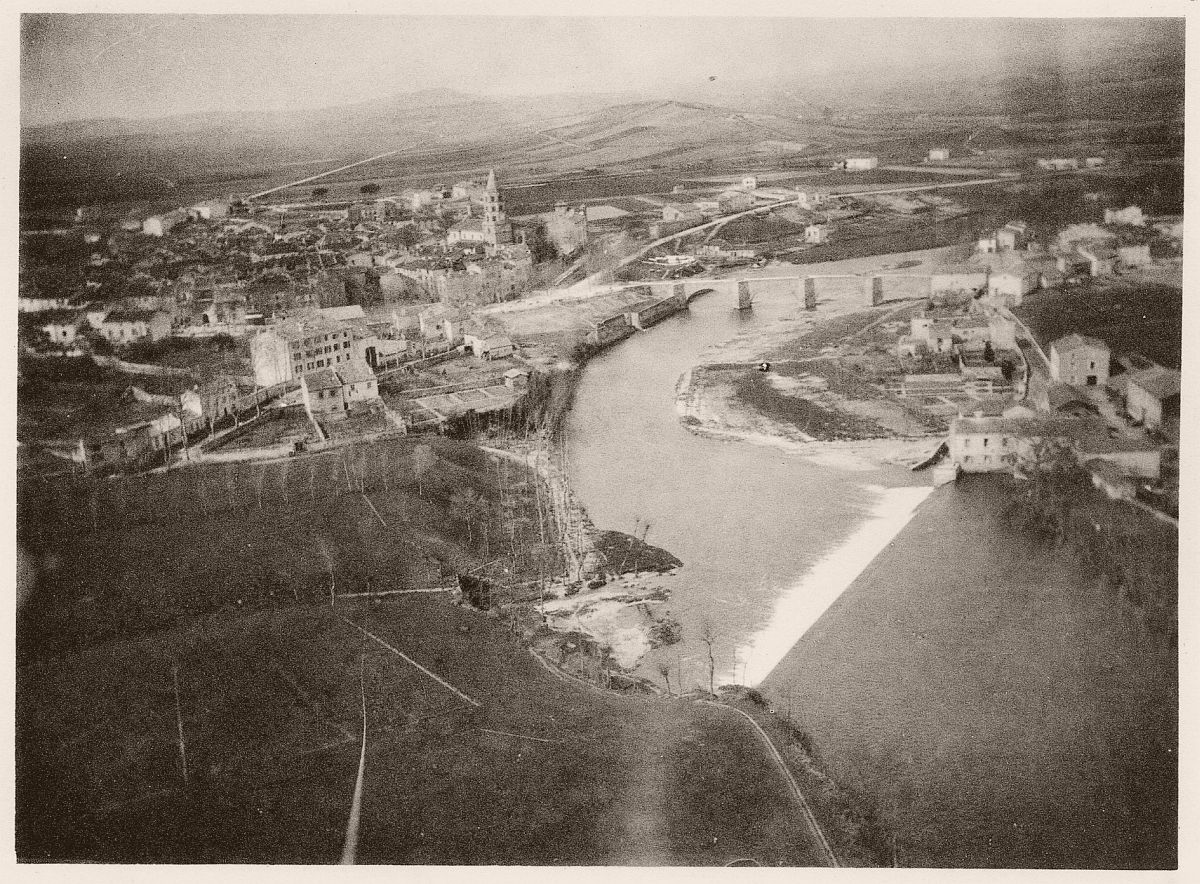
фотография Лабрюгьера 1889 год

Родился в 1846 году в Кастре. Изучал историю, занимался археологией и фотографией. В 1890 году написал книгу о аэрофотосъёмке с помощью воздушного змея. Книга была иллюстрирована фотографиями, сделанными в 1889 году над Лабрюгьером, где Батут провел большую часть своей жизни. Считается, что в 1887 или 1888 году он был первым, кто успешно использовал этот метод фотографии.
В то время аэрофотосъемка со змея считалась перспективной не только для ведения воздушной разведки, но и в сельском хозяйстве и археологии. Первые аэроснимки были сделаны Надаром с аэростата в 1858 году. В то же время, использование беспилотных воздушных змеев обещало очевидные преимущества в боевых условиях.
Вдохновленный Фрэнсисом Гальтоном, он также делал комбинированные фотографии объединяя портреты нескольких человек в одном снимке.

## Работы
- Batut, Arthur. La photographie appliquée à la production du type d'une famille, d'une tribu ou d'une race (фр.). — Paris: Gauthier-Villars et fils, 1887.
- Batut, Arthur. La photographie aérienne par cerf-volant (фр.). — Paris: Gauthier-Villars et fils, 1890.